# Nexusdb
NexusDB je komerční databázový stroj pro Delphi, C++Builder a .NET vyvíjený australskou firmou Nexus Database Systems Pty Ltd. Databáze byla vytvořena jako nástupce databáze Flash Filer pro Turbo Pascal. Databáze podporuje jazyk SQL včetně standardu SQL:2003.